# Спрингфонтейн
Спрингфонтейн (англ. Springfontein) — небольшой город в провинции Фри-Стейт, ЮАР.

Город был основан в 1904 году на месте фермы «Хартлидейл», которая была частью фермы «Спрингфонтейн». Название Спрингфонтейн переводится с языка африкаанс как «прыгающая весна».
 Правление деревни было основано в 1904 году и достигло статуса муниципалитета в 1912 году.
В районе занимались разведением овец, крупного рогатого скота и выращивали кукурузу, а в начале XX века построили маслобойню.
Город является крупным железнодорожным узлом, в котором дорога из Блумфонтейна сходятся с дорогами из Ист-Лондона и Порт-Элизабет, и где начинаются дороги в другие города Свободного государства.

## Англо-бурская война
Во время Второй англо-бурской войны здесь был британский концлагерь, в котором из-за суровой зимы 1901 года погибли 704 женщины и детей. Их могилы можно увидеть на территории концлагеря. Во время войны в лагере побывала Эмили Хобхаус, изучая условия жизни в лагерях.